# Blanka Winiarska
Blanka Anna Winiarska (ur. 1 marca 1984 w Poznaniu) – polska tancerka i instruktorka tańca.

## Życiorys
Ukończyła XX Liceum Ogólnokształcące im. Konstantego Ildefonsa Gałczyńskiego w Poznaniu. Studiowała animację społeczno-kulturalną na Wydziale Pedagogiki i Socjologii Uniwersytetu Zielonogórskiego w Zielonej Górze.
Trenowanie tańca towarzyskiego rozpoczęła w wieku 9 lat. W latach 1999–2004 zawodowo tańczyła z Markiem Fiksą, z którym zdobyła dwukrotnie mistrzostwo Polski w kombinacji 10 tańców, a także zajęła 8. miejsce na Mistrzostwach Świata w Kijowie. Następnie tańczyła z Piotrem Lewandowskim (2004–2005), Marcinem Hakielem (2006) i Heorhijem Korolyovem (2006–2008). Reprezentuje najwyższą, międzynarodową klasę taneczną „S” w tańcach latynoamerykańskich i standardowych.
W latach 2005–2011 występowała w charakterze trenerki tańca w programie rozrywkowym TVN Taniec z gwiazdami, a jej partnerami byli, kolejno: Piotr Adamski, Tomasz Stockinger, Iwan Komarenko, Jacek Kawalec, Wojciech Łozowski, Alan Andersz, Bartłomiej Kasprzykowski, Zygmunt Chajzer, Maciej Friedek, Andrzej Młynarczyk i Dariusz Kordek. Przez kilka lat była instruktorką w szkole tańca Egurrola Dance Studio. Zagrała gościnnie w filmie Kochaj i tańcz (2008) oraz w serialach TVP: Egzamin z życia (2007–2008) i Tancerze (2009).
W 2012 otworzyła szkołę tańca „Centrum Tańca Blanka Winiarska” w Poznaniu.

## Życie prywatne
Ma młodszego brata. Jest matką dwójki dzieci.